# Decoding Annie Parker
Pour plus de détails, voir Fiche technique et Distribution.
Decoding Annie Parker est un film américain, sorti en 2013.

## Fiche technique
- Titre : Decoding Annie Parker
- Réalisation : Steven Bernstein (en)
- Scénario : Steven Bernstein (en), Adam Bernstein et Michael Moss
- Musique : Steven Bramson
- Pays d'origine : États-Unis
- Genre : drame
- Date de sortie : 2013

## Distribution
- Helen Hunt : Mary-Claire King
- Samantha Morton : Annie Parker
- Aaron Paul : Paul
- Rashida Jones : Kim
- Richard Schiff : Allen
- Alice Eve : Louise
- Bradley Whitford : Marshall
- Maggie Grace : Sarah
- Marley Shelton : Joan Parker
- Ben McKenzie : Tom
- James Tupper : Steve
- Kate Micucci : Rachel
- Mageina Tovah : Ellen
- Robert Pine : Dr Frank
- Bob Gunton : Dr Benton
- Chris Mulkey : Ralph Parker
- Chad Lindberg : Employé des pompes funèbres
- Corey Stoll : Sean